# كلفت (مقاطعة فومن)
كلفت (بالفارسية: کلفت) هي قرية تقع في قسم غوراببس الريفي في إيران. يقدر عدد سكانها بـ 544 نسمة .